# 태풍 할롤라
2015년 제12호 태풍 할롤라, 열대폭풍 할롤라(태풍 번호: 1512, JTWC 지정 번호: 01C, 국제명:HALOLA)는 2015년 7월에 발생해 태평양을 횡단하여 7,640 킬로미터 (4,750 mi) 거리를 이동한 태풍이다.

## 태풍의 진행

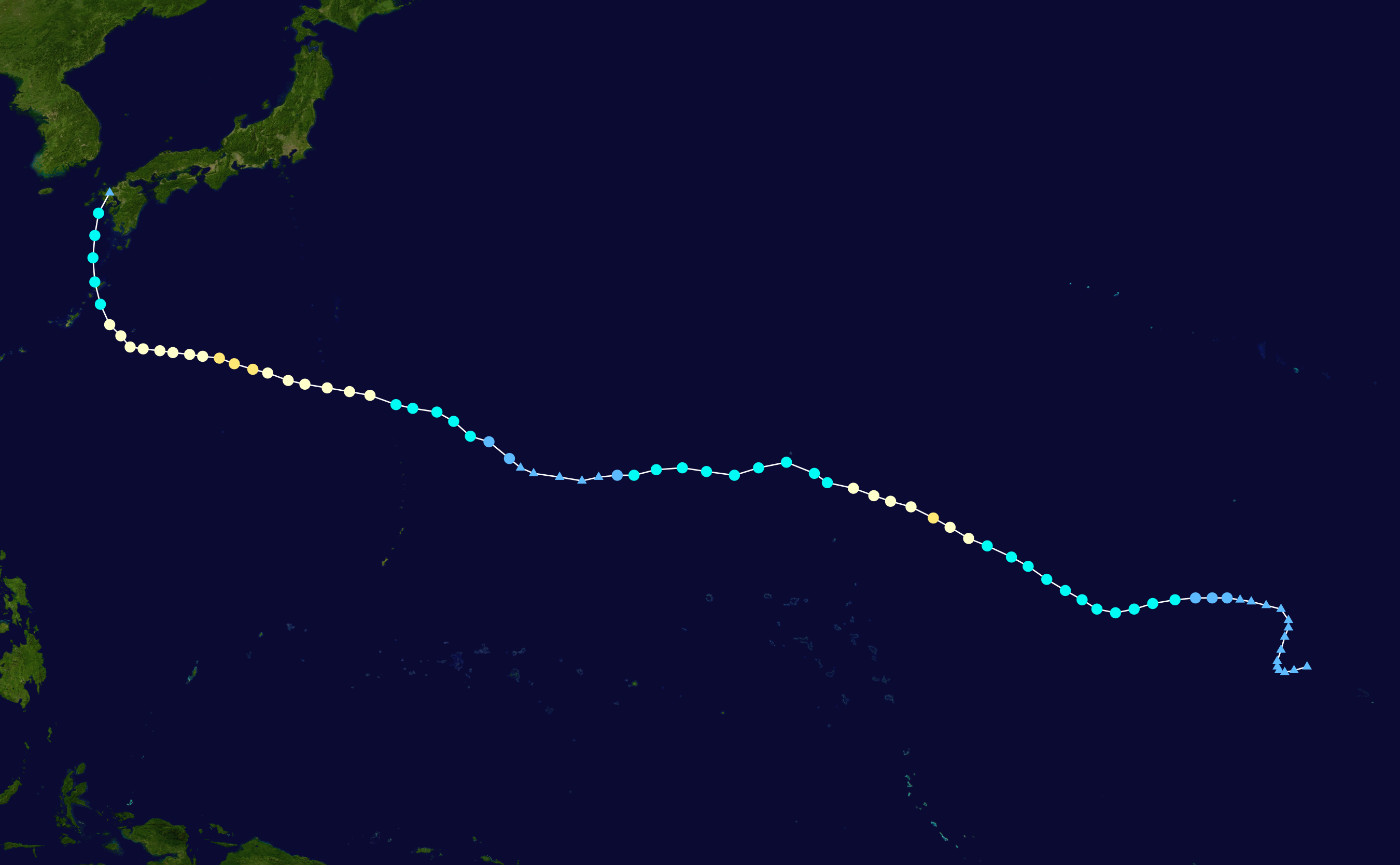
태풍의 진행

7월 11일 오전 9시에 중심기압 1004hPa, 최대풍속 18m/s(1분 평균 풍속)의 열대폭풍으로 미국 존스턴 환초 남서쪽 약 695km 부근 해상에서 발생하였다. 발생 이후 서~서북서진을 하며 서서히 발달하면서 날짜변경선을 통과하였고, 7월 13일 오전 9시에 중심기압 990hPa, 최대풍속 25m/s, 강풍 반경 170km, 크기 '소형'의 강한 열대폭풍으로 미국 괌 동쪽 약 3,750km 부근 해상에서 태풍으로 인정되었다.(일본 기상청 태풍정보 기준) 태풍으로 인정된 이후에도 계속 서~서북서진하며 발달해서 7월 15일 오전 3시에 미국 괌 동쪽 약 2,930km 부근 해상에서 중심기압 965hPa, 최대풍속 36m/s, 강풍 반경 220km의 세력 '강', 크기 '소형'(일본 기상청 태풍정보 기준)의 태풍으로 1차 최성기를 맞이하였다. 1차 최성기 이후에는 서~서북서진하다가 연직시어 영향으로 약화되어서, 일본 기상청 기준으로는 7월 18일 오후 3시에 미국 괌 동북동쪽 약 1,380km 부근 해상에서 중심기압 1006hPa의 열대저압부로 소멸하였다. 한국 기상청 기준으로는 7월 18일 오후 9시에 미국 괌 동북동쪽 약 1,260km 부근 해상에서 중심기압 998hPa의 열대저압부로 소멸하였다.
소멸 이후 열대저압부 상태로 서북서진하면서 재발달했고, 7월 20일 오전 9시에 중심기압 1000hPa, 최대풍속 18m/s, 강풍 반경 280km(동쪽 반경), 크기 '소형'의 열대폭풍으로 미국 괌 북북동쪽 약 920km 부근 해상에서 재발생하였다.(일본 기상청 태풍정보 기준) 재발생 이후에 계속 서~서북서진하며 급발달해서 7월 21일 오후 9시에 일본 오키나와 동남동쪽 약 1,460km 부근 해상에서 중심기압 955hPa, 최대풍속 41m/s, 강풍 반경 280km의 세력 '강', 크기 '소형'(일본 기상청 태풍정보 기준)의 태풍으로 2차 최성기를 맞이하였다. 2차 최성기 이후에 계속 서~서북서진하면서 일본 오키나와에 근접하며 서서히 약화되었고, 7월 25일 밤에 일본 가고시마현 아마미시 부근 해상을 중심기압 975hPa, 최대풍속 31m/s(일본 기상청 태풍정보 기준)의 세력으로 지나갔다. 계속 북~북북서진하며 동중국해로 진출했고, 동중국해의 수온이 낮아 급약화되었다. 북위 30도선 통과 이후에 서서히 북동진으로 전향하였다. 북동진하면서 일본 기상청 기준으로는 7월 26일 오후 7시경 일본 나가사키현 사세보시 부근 육상에 중심기압 998hPa, 최대풍속 21m/s, 강풍 반경 110km(남동쪽 반경), 크기 '소형'의 열대폭풍으로 상륙하였다. 한국 기상청 기준으로는 7월 26일 오후 7시 30분경 일본 가고시마 북북서쪽 약 200km 부근 육상에 중심기압 990hPa, 최대풍속 24m/s, 강풍 반경 160km(남쪽 반경), 크기 '소형'의 열대폭풍으로 상륙하였다. 상륙 이후 급약화되어서 일본 기상청 기준으로는 7월 26일 오후 9시에 대한민국 부산 남동쪽 약 155km 부근 해상(대한해협 중에서도 쓰시마 해협)에서 중심기압 1004hPa의 열대저압부로 소멸하였다. 한국 기상청 기준으로는 7월 27일 0시에 일본 가고시마 북쪽 약 300km 부근 육상에서 중심기압 1004hPa의 열대저압부로 소멸하였다. 할롤라는 중태평양상의 열대폭풍이 이동한 것으로 하와이 남자아이 이름을 의미한다.

## 같이 보기
- 2015년 태풍